# Sinal de Rovsing
Na medicina, o sinal de Rovsing é um sinal médico de apendicite. Se a palpação do quadrante inferior esquerdo do abdômen do paciente resultar em dor no quadrante inferior direito, diz-se que o paciente é positivo para o sinal de Rovsing.
Essa palpação é realizada procurando-se "ordenhar" o intestino grosso, a partir do sigmóide, retrogradamente, em direção ao cólon descendente, transverso e finalmente ascendente, onde o acúmulo de gases e/ou fezes gera a dor pois é aí que se encontra o apêndice.